# Козница (връх)
Вижте пояснителната страница за други значения на Козница.
Ко̀зница е връх в южната част на Ржана планина, част от Западна Стара планина. Намира се в близост до село Осеновлаг. Издига се на 1637 м н.в. Изграден е от гранит и има трапецовидна форма. Южните му склонове са скалисти, а северните са покрити с бук.